# Vòng loại Giải vô địch bóng đá thế giới 2014 – Khu vực châu Á
Khu vực châu Á của vòng loại Giải vô địch bóng đá thế giới 2014 đóng vai trò là vòng loại cho Giải vô địch bóng đá thế giới 2014, được tổ chức tại Brasil, dành cho các đội tuyển quốc gia là thành viên của Liên đoàn bóng đá châu Á (AFC). Tổng cộng có 4,5 suất (4 suất trực tiếp và 1 suất vòng play-off liên lục địa) trong vòng chung kết có sẵn dành cho các đội tuyển thuộc AFC.

## Thể thức
Liên đoàn bóng đá châu Á được phân bổ 4,5 suất (trong tổng số 32 suất) tham dự vòng chung kết Giải vô địch bóng đá thế giới 2014 tại Brasil. Ban đầu, Ủy ban thi đấu AFC dự tính sử dụng thể thức vòng loại của năm 2010 cho giải đấu năm 2014. Thông tin được đăng tải trên kế hoạch thi đấu các giải đấu của AFC năm 2010 cho thấy vòng loại sẽ bắt đầu vào ngày 8 tháng 10 năm 2010, với các trận đấu lượt đi của các cặp đấu ở vòng đầu tiên. Tuy nhiên, trước vòng chung kết năm 2010, FIFA đã đưa ra khuyến nghị cho AFC rằng vòng loại của năm 2014 sẽ chỉ có thể diễn ra vào nửa sau năm 2011.
Vào ngày 13 tháng 8 năm 2010, AFC đã thông báo thể thức thi đấu cho vòng loại với những nét tương đồng so với thể thức năm 2010, mặc dù số lượng vòng loại cuối cùng chưa được xác định. Thể thức cuối cùng, với các giai đoạn đầu tiên được điều chỉnh nhỏ so với năm 2010, đã được công bố vào tháng 3 năm 2011.
- Vòng 1: 16 đội tuyển (xếp hạng 28–43) được bốc thăm theo cặp, thi đấu loại trực tiếp hai lượt trận trên sân nhà và sân khách. Các đội thắng giành quyền vào vòng 2.
- Vòng 2: 30 đội tuyển (các đội xếp hạng 6–27 và 8 đội thắng vòng 1) được bốc thăm theo cặp, thi đấu loại trực tiếp hai lượt trận giống như vòng 1. Các đội thắng giành quyền vào vòng 3.
- Vòng 3: 20 đội tuyển (các đội xếp hạng 1–5 và 15 đội thắng vòng 2) được chia thành năm bảng 4 đội, thi đấu vòng tròn hai lượt trên sân nhà và sân khách. Hai đội đứng đầu mỗi bảng giành quyền vào vòng 4.
- Vòng 4: 10 đội tuyển vượt qua vòng 3 được chia thành hai bảng 5 đội, với thể thức thi đấu giống như vòng 3. Hai đội đứng đầu mỗi bảng giành quyền tham dự Cúp Thế giới, còn hai đội xếp thứ ba của hai bảng tiến vào vòng tiếp theo.
- Vòng 5: Các đội tuyển đứng thứ ba bảng đấu ở vòng 4 sẽ thi đấu loại trực tiếp với nhau theo thể thức sân nhà–sân khách để xác định đội duy nhất được vào vòng play-off liên lục địa. Nếu giành chiến thắng trong vòng play-off liên lục địa, đội tuyển đó cũng sẽ giành quyền tham dự vòng chung kết Giải vô địch bóng đá thế giới 2014.

## Các đội tuyển tham dự
43 trong tổng số 46 quốc gia và vùng lãnh thổ trực thuộc AFC đã tham gia vòng loại, với các quốc gia không tham dự là Guam và Bhutan. Brunei đã bị FIFA cấm thi đấu từ tháng 9 năm 2009 do sự can thiệp của chính phủ nước này vào hoạt động bóng đá, vì vậy họ không được phép tham dự vòng loại.
Một bảng xếp hạng cho vòng loại đã được AFC công bố vào ngày 8 tháng 3 năm 2011, trong đó hạt giống của các đội tuyển được xác định dựa trên thành tích của họ tại vòng loại World Cup 2010.
- Các đội xếp hạng từ 1–5 (các đội đã tham dự vòng chung kết World Cup 2010 và đội tham dự vòng play-off liên lục địa) không phải thi đấu ở vòng sơ loại, và được tự động vào thẳng vòng ba (đã được bốc thăm tại Brasil vào tháng 7 năm 2011).
- Các đội xếp hạng từ 6–27 (các đội khác đã vượt qua vòng một, cộng với ba đội thua vòng một có thành tích tốt nhất) được vào thẳng vòng hai.
- Các đội xếp hạng từ 28–43 phải tham dự vòng một.

| Vào thẳng vòng 3 (xếp hạng từ 1 đến 5)                        | Vào thẳng vòng 2 (xếp hạng từ 6 đến 27) | Thi đấu ở vòng 1 (xếp hạng từ 28 đến 43) |
| ------------------------------------------------------------- | --- | --- |
| 1. Nhật Bản 2. Hàn Quốc 3. Úc 4. CHDCND Triều Tiên 5. Bahrain | 1. Ả Rập Xê Út 2. Iran 3. Qatar 4. Uzbekistan 5. UAE 6. Syria 7. Oman 8. Jordan 9. Iraq 10. Singapore 11. Trung Quốc 12. Kuwait 13. Thái Lan 14. Turkmenistan 15. Liban 16. Yemen 17. Tajikistan 18. Hồng Kông 19. Indonesia 20. Kyrgyzstan 21. Maldives 22. Ấn Độ | 1. Malaysia 2. Afghanistan 3. Campuchia 4. Nepal 5. Bangladesh 6. Sri Lanka 7. Việt Nam 8. Mông Cổ 9. Pakistan 10. Palestine 11. Đông Timor 12. Ma Cao 13. Đài Bắc Trung Hoa 14. Myanmar 15. Philippines 16. Lào |

## Lịch thi đấu
Lịch thi đấu của vòng loại như sau.
| Vòng   | Lượt đấu   | Ngày                 |
| ------ | ---------- | -------------------- |
| Vòng 1 | Lượt đi    | 29 tháng 6 năm 2011  |
| Vòng 1 | Lượt về    | 3 tháng 7 năm 2011   |
| Vòng 2 | Lượt đi    | 23 tháng 7 năm 2011  |
| Vòng 2 | Lượt về    | 28 tháng 7 năm 2011  |
| Vòng 3 | Lượt đấu 1 | 2 tháng 9 năm 2011   |
| Vòng 3 | Lượt đấu 2 | 6 tháng 9 năm 2011   |
| Vòng 3 | Lượt đấu 3 | 11 tháng 10 năm 2011 |
| Vòng 3 | Lượt đấu 4 | 11 tháng 11 năm 2011 |
| Vòng 3 | Lượt đấu 5 | 15 tháng 11 năm 2011 |
| Vòng 3 | Lượt đấu 6 | 29 tháng 2 năm 2012  |

| Vòng   | Lượt đấu    | Ngày                 |
| ------ | ----------- | -------------------- |
| Vòng 4 | Lượt đấu 1  | 3 tháng 6 năm 2012   |
| Vòng 4 | Lượt đấu 2  | 8 tháng 6 năm 2012   |
| Vòng 4 | Lượt đấu 3  | 12 tháng 6 năm 2012  |
| Vòng 4 | Lượt đấu 4  | 11 tháng 9 năm 2012  |
| Vòng 4 | Lượt đấu 5  | 16 tháng 10 năm 2012 |
| Vòng 4 | Lượt đấu 6  | 14 tháng 11 năm 2012 |
| Vòng 4 | Lượt đấu 7  | 26 tháng 3 năm 2013  |
| Vòng 4 | Lượt đấu 8  | 4 tháng 6 năm 2013   |
| Vòng 4 | Lượt đấu 9  | 11 tháng 6 năm 2013  |
| Vòng 4 | Lượt đấu 10 | 18 tháng 6 năm 2013  |

| Vòng   | Lượt đấu | Ngày                |
| ------ | -------- | ------------------- |
| Vòng 5 | Lượt đi  | 6 tháng 9 năm 2013  |
| Vòng 5 | Lượt về  | 10 tháng 9 năm 2013 |

## Vòng 1
Lễ bốc thăm cho vòng loại thứ nhất được tổ chức vào lúc 16:00 (UTC+8) ngày 30 tháng 3 năm 2011 tại trụ sở AFC ở Kuala Lumpur, Malaysia.
| Đội 1       | TTS     | Đội 2             | Lượt đi | Lượt về |
| ----------- | ------- | ----------------- | ------- | ------- |
| Malaysia    | 4–4 (a) | Đài Bắc Trung Hoa | 2–1     | 2–3     |
| Bangladesh  | 3–0     | Pakistan          | 3–0     | 0–0     |
| Campuchia   | 6–8     | Lào               | 4–2     | 2–6     |
| Sri Lanka   | 1–5     | Philippines       | 1–1     | 0–4     |
| Afghanistan | 1–3     | Palestine         | 0–2     | 1–1     |
| Việt Nam    | 13–1    | Ma Cao            | 6–0     | 7–1     |
| Nepal       | 7–1     | Đông Timor        | 2–1     | 5–0     |
| Mông Cổ     | 1–2     | Myanmar           | 1–0     | 0–2     |

## Vòng 2
Lễ bốc thăm cho vòng loại thứ hai được tổ chức vào ngày 30 tháng 3 năm 2011 tại trụ sở AFC ở Kuala Lumpur, Malaysia, cùng ngày diễn ra lễ bốc thăm của vòng loại thứ nhất.
| Đội 1        | TTS  | Đội 2       | Lượt đi | Lượt về |
| ------------ | ---- | ----------- | ------- | ------- |
| Thái Lan     | 3–2  | Palestine   | 1–0     | 2–2     |
| Liban        | 4–2  | Bangladesh  | 4–0     | 0–2     |
| Trung Quốc   | 13–3 | Lào         | 7–2     | 6–1     |
| Turkmenistan | 4–5  | Indonesia   | 1–1     | 3–4     |
| Kuwait       | 5–1  | Philippines | 3–0     | 2–1     |
| Oman         | 4–0  | Myanmar     | 3–0     | 2–0     |
| Ả Rập Xê Út  | 8–0  | Hồng Kông   | 3–0     | 5–0     |
| Iran         | 5–0  | Maldives    | 4–0     | 1–0     |
| Syria        | 0–6  | Tajikistan  | 0–3     | 0–3     |
| Qatar        | 4–2  | Việt Nam    | 3–0     | 1–2     |
| Iraq         | 2–0  | Yemen       | 2–0     | 0–0     |
| Singapore    | 6–4  | Malaysia    | 5–3     | 1–1     |
| Uzbekistan   | 7–0  | Kyrgyzstan  | 4–0     | 3–0     |
| UAE          | 5–2  | Ấn Độ       | 3–0     | 2–2     |
| Jordan       | 10–1 | Nepal       | 9–0     | 1–1     |

1. 1 2  Trận đấu lượt đi giữa Oman và Myanmar có kết quả là 2–0 cho Oman, nhưng sau đó họ đã được xử thắng 3–0. Trận lượt về giữa hai đội đã phải dừng lại ở phút thứ 45+2 do sự cố đám đông, khi Oman đang dẫn trước 2–0.[11] FIFA tuyên bố đây là kết quả chung cuộc, và Myanmar đã bị cấm tham gia vòng loại của Giải vô địch bóng đá thế giới 2018,[12] mặc dù lệnh cấm sau đó được gỡ bỏ. Tuy nhiên, Myanmar vẫn phải thi đấu các trận trên sân nhà tại vòng loại World Cup 2018 tại địa điểm trung lập.[13]
2. 1 2  Cả hai trận đấu giữa Syria và Tajikistan đều được xử thắng 3–0 cho Tajikistan sau khi Syria đã sử dụng một cầu thủ không đủ điều kiện thi đấu trên sân.[14][15] Syria đã thắng trận lượt đi 2–1 và trận lượt về 4–0.

## Vòng 3
Lễ bốc thăm cho vòng loại thứ ba được tổ chức vào ngày 30 tháng 7 năm 2011 tại Marina da Glória ở Rio de Janeiro, Brasil.

### Bảng A
| VT | Đội        | ST | T | H | B | BT | BB | HS  | Đ  | Giành quyền tham dự |     |     |     |     |     |
| -- | ---------- | -- | - | - | - | -- | -- | --- | -- | ------------------- | --- | --- | --- | --- | --- |
| 1  | Iraq       | 6  | 5 | 0 | 1 | 14 | 4  | +10 | 15 | Vòng 4              |     |     | 0–2 | 1–0 | 7–1 |
| 2  | Jordan     | 6  | 4 | 0 | 2 | 11 | 7  | +4  | 12 | Vòng 4              |     | 1–3 |     | 2–1 | 2–0 |
| 3  | Trung Quốc | 6  | 3 | 0 | 3 | 10 | 6  | +4  | 9  |                     |     | 0–1 | 3–1 |     | 2–1 |
| 4  | Singapore  | 6  | 0 | 0 | 6 | 2  | 20 | −18 | 0  |                     | 0–2 | 0–3 | 0–4 |     |     |

### Bảng B
| VT | Đội      | ST | T | H | B | BT | BB | HS  | Đ  | Giành quyền tham dự |     |     |     |     |     |
| -- | -------- | -- | - | - | - | -- | -- | --- | -- | ------------------- | --- | --- | --- | --- | --- |
| 1  | Hàn Quốc | 6  | 4 | 1 | 1 | 14 | 4  | +10 | 13 | Vòng 4              |     |     | 6–0 | 2–0 | 2–1 |
| 2  | Liban    | 6  | 3 | 1 | 2 | 10 | 14 | −4  | 10 | Vòng 4              |     | 2–1 |     | 2–2 | 3–1 |
| 3  | Kuwait   | 6  | 2 | 2 | 2 | 8  | 9  | −1  | 8  |                     |     | 1–1 | 0–1 |     | 2–1 |
| 4  | UAE      | 6  | 1 | 0 | 5 | 9  | 14 | −5  | 3  |                     | 0–2 | 4–2 | 2–3 |     |     |

### Bảng C
| VT | Đội               | ST | T | H | B | BT | BB | HS  | Đ  | Giành quyền tham dự |     |     |     |     |     |
| -- | ----------------- | -- | - | - | - | -- | -- | --- | -- | ------------------- | --- | --- | --- | --- | --- |
| 1  | Uzbekistan        | 6  | 5 | 1 | 0 | 8  | 1  | +7  | 16 | Vòng 4              |     |     | 1–1 | 1–0 | 3–0 |
| 2  | Nhật Bản          | 6  | 3 | 1 | 2 | 14 | 3  | +11 | 10 | Vòng 4              |     | 0–1 |     | 1–0 | 8–0 |
| 3  | CHDCND Triều Tiên | 6  | 2 | 1 | 3 | 3  | 4  | −1  | 7  |                     |     | 0–1 | 1–0 |     | 1–0 |
| 4  | Tajikistan        | 6  | 0 | 1 | 5 | 1  | 18 | −17 | 1  |                     | 0–1 | 0–4 | 1–1 |     |     |

### Bảng D
| VT | Đội         | ST | T | H | B | BT | BB | HS | Đ  | Giành quyền tham dự |     |     |     |     |     |
| -- | ----------- | -- | - | - | - | -- | -- | -- | -- | ------------------- | --- | --- | --- | --- | --- |
| 1  | Úc          | 6  | 5 | 0 | 1 | 13 | 5  | +8 | 15 | Vòng 4              |     |     | 3–0 | 4–2 | 2–1 |
| 2  | Oman        | 6  | 2 | 2 | 2 | 3  | 6  | −3 | 8  | Vòng 4              |     | 1–0 |     | 0–0 | 2–0 |
| 3  | Ả Rập Xê Út | 6  | 1 | 3 | 2 | 6  | 7  | −1 | 6  |                     |     | 1–3 | 0–0 |     | 3–0 |
| 4  | Thái Lan    | 6  | 1 | 1 | 4 | 4  | 8  | −4 | 4  |                     | 0–1 | 3–0 | 0–0 |     |     |

### Bảng E
| VT | Đội       | ST | T | H | B | BT | BB | HS  | Đ  | Giành quyền tham dự |     |     |     |     |      |
| -- | --------- | -- | - | - | - | -- | -- | --- | -- | ------------------- | --- | --- | --- | --- | ---- |
| 1  | Iran      | 6  | 3 | 3 | 0 | 17 | 5  | +12 | 12 | Vòng 4              |     |     | 2–2 | 6–0 | 3–0  |
| 2  | Qatar     | 6  | 2 | 4 | 0 | 10 | 5  | +5  | 10 | Vòng 4              |     | 1–1 |     | 0–0 | 4–0  |
| 3  | Bahrain   | 6  | 2 | 3 | 1 | 13 | 7  | +6  | 9  |                     |     | 1–1 | 0–0 |     | 10–0 |
| 4  | Indonesia | 6  | 0 | 0 | 6 | 3  | 26 | −23 | 0  |                     | 1–4 | 2–3 | 0–2 |     |      |

## Vòng 4
Lễ bốc thăm cho vòng loại thứ tư được tổ chức vào ngày 9 tháng 3 năm 2012 tại trụ sở AFC ở Kuala Lumpur, Malaysia.

### Bảng A
| VT | Đội        | ST | T | H | B | BT | BB | HS | Đ  | Giành quyền tham dự |     |     |     |     |     |     |
| -- | ---------- | -- | - | - | - | -- | -- | -- | -- | ------------------- | --- | --- | --- | --- | --- | --- |
| 1  | Iran       | 8  | 5 | 1 | 2 | 8  | 2  | +6 | 16 | FIFA World Cup 2014 |     |     | 1–0 | 0–1 | 0–0 | 4–0 |
| 2  | Hàn Quốc   | 8  | 4 | 2 | 2 | 13 | 7  | +6 | 14 | FIFA World Cup 2014 |     | 0–1 |     | 1–0 | 2–1 | 3–0 |
| 3  | Uzbekistan | 8  | 4 | 2 | 2 | 11 | 6  | +5 | 14 | Vòng 5              |     | 0–1 | 2–2 |     | 5–1 | 1–0 |
| 4  | Qatar      | 8  | 2 | 1 | 5 | 5  | 13 | −8 | 7  |                     |     | 0–1 | 1–4 | 0–1 |     | 1–0 |
| 5  | Liban      | 8  | 1 | 2 | 5 | 3  | 12 | −9 | 5  |                     | 1–0 | 1–1 | 1–1 | 0–1 |     |     |

### Bảng B
| VT | Đội      | ST | T | H | B | BT | BB | HS  | Đ  | Giành quyền tham dự |     |     |     |     |     |     |
| -- | -------- | -- | - | - | - | -- | -- | --- | -- | ------------------- | --- | --- | --- | --- | --- | --- |
| 1  | Nhật Bản | 8  | 5 | 2 | 1 | 16 | 5  | +11 | 17 | FIFA World Cup 2014 |     |     | 1–1 | 6–0 | 3–0 | 1–0 |
| 2  | Úc       | 8  | 3 | 4 | 1 | 12 | 7  | +5  | 13 | FIFA World Cup 2014 |     | 1–1 |     | 4–0 | 2–2 | 1–0 |
| 3  | Jordan   | 8  | 3 | 1 | 4 | 7  | 16 | −9  | 10 | Vòng 5              |     | 2–1 | 2–1 |     | 1–0 | 1–1 |
| 4  | Oman     | 8  | 2 | 3 | 3 | 7  | 10 | −3  | 9  |                     |     | 1–2 | 0–0 | 2–1 |     | 1–0 |
| 5  | Iraq     | 8  | 1 | 2 | 5 | 4  | 8  | −4  | 5  |                     | 0–1 | 1–2 | 1–0 | 1–1 |     |     |

## Vòng 5
Hai đội xếp thứ ba của hai bảng tại vòng 4 sẽ thi đấu loại với nhau để xác định đội đại diện cho AFC tham dự trận play-off liên lục địa với đại diện của châu lục khác. 
Buổi bốc thăm cho vòng loại thứ năm được tổ chức tại Zürich, Thụy Sĩ vào ngày 19 tháng 3 năm 2013 trong cuộc họp của Ban tổ chức FIFA World Cup. Trận lượt đi diễn ra vào ngày 6 tháng 9 năm 2013 và trận lượt về diễn ra vào ngày 10 tháng 9 năm 2013.
| Đội 1  | TTS         | Đội 2      | Lượt đi | Lượt về      |
| ------ | ----------- | ---------- | ------- | ------------ |
| Jordan | 2–2 (9–8 p) | Uzbekistan | 1–1     | 1–1 (s.h.p.) |

## Play-off liên lục địa
Đội chiến thắng ở vòng 5 sẽ được bốc thăm để thi đấu với một trong các đại diện đến từ Bắc, Trung Mỹ và Caribe (CONCACAF), Nam Mỹ (CONMEBOL) hoặc châu Đại Dương (OFC); khác với vòng loại các lần trước đây khi đối thủ của đội tuyển AFC được FIFA chỉ định từ trước. Jordan, đội thắng cuộc từ vòng 5, đã được xếp cặp với đội đứng thứ tư của CONMEBOL là Uruguay để thi đấu theo thể thức sân nhà–sân khách. Uruguay là đội chiến thắng trong trận đấu này để giành quyền tham dự vòng chung kết.
Trận lượt đi diễn ra vào ngày 13 tháng 11 năm 2013 và trận lượt về diễn ra vào ngày 20 tháng 11 năm 2013.
| Đội 1  | TTS | Đội 2   | Lượt đi | Lượt về |
| ------ | --- | ------- | ------- | ------- |
| Jordan | 0−5 | Uruguay | 0–5     | 0−0     |

## Các đội tuyển vượt qua vòng loại
Dưới đây là các đội tuyển từ AFC đã vượt qua vòng loại để tham dự Giải vô địch bóng đá thế giới 2014.
| Đội tuyển | Tư cách vượt qua vòng loại | Ngày vượt qua vòng loại | Tham dự trước đây tại giải đấu1                    |
| --------- | -------------------------- | ----------------------- | -------------------------------------------------- |
| Nhật Bản  | Nhất bảng B (vòng 4)       | 4 tháng 6 năm 2013      | 4 (1998, 2002, 2006, 2010)                         |
| Iran      | Nhất bảng A (vòng 4)       | 18 tháng 6 năm 2013     | 3 (1978, 1998, 2006)                               |
| Hàn Quốc  | Nhì bảng A (vòng 4)        | 18 tháng 6 năm 2013     | 8 (1954, 1986, 1990, 1994, 1998, 2002, 2006, 2010) |
| Úc        | Nhì bảng B (vòng 4)        | 18 tháng 6 năm 2013     | 3 (1974, 2006, 2010)                               |

1 In nghiêng chỉ ra chủ nhà cho năm đó.

## Cầu thủ ghi bàn
8 bàn
| - Okazaki Shinji |

7 bàn
| - Younis Mahmoud - Hassan Abdel-Fattah | - Ahmad Hayel | - Lê Công Vinh |

6 bàn
| - Javad Nekounam | - Park Chu-Young |  |

5 bàn
| - Joshua Kennedy - Hao Tuấn Mẫn - Honda Keisuke | - Amer Deeb - Hassan Maatouk - Khalfan Ibrahim | - Nasser Al-Shamrani - Lee Keun-Ho |

4 bàn
| - Ismail Abdul-Latif - Sayed Saeed - Dương Húc - Cristian Gonzáles | - Nashat Akram - Kagawa Shinji - Maeda Ryoichi | - Yousef Nasser - Bahodir Nasimov - Server Djeparov |

3 bàn
| - Alex Brosque - Brett Holman - Tim Cahill - Mohammed Tayeb Al Alawi - Karim Ansarifard - Mojtaba Jabbari - Mohammad Reza Khalatbari - Reza Ghoochannejhad - Alaa Abdul-Zahra | - Abdallah Deeb - Visay Phaphouvanin - Ali Al Saadi - Mahmoud El Ali - Mohd Safee Mohd Sali - Amad Al Hosni - Ahmed Mubarak Al Mahaijri - Murad Alyan - Yusef Ali | - Sebastián Soria - Aleksandar Đurić - Raja Rafe - Ismail Matar - Ulugbek Bakayev - Alexander Geynrikh - Sanzhar Tursunov |

2 bàn
| - Archie Thompson - Luke Wilkshire - Mahmood Abdulrahman - Jahid Hasan Ameli - Sam El Nasa - Kouch Sokumpheak - Đặng Trác Tường - Du Hán Siêu - Trần Tào - Trịnh Trịnh - Vu Hải - Trần Bắc Lương - Hadi Aghili - Ashkan Dejagah - Gholamreza Rezaei - Andranik Teymourian | - Hawar Mulla Mohammed - Mike Havenaar - Kurihara Yuzo - Musaed Neda - Manolom Phomsouvanh - Lamnao Singto - Roda Antar - Mohamad Aidil Abd Radzak - Safiq Rahim - Anil Gurung - Ju Manu Rai - Abdulaziz Al-Muqbali - Ismail Al Ajmi - Pak Nam-Chol - Phil Younghusband - Mohammed Kasola | - Mohammed Razak - Mohammed Noor - Shi Jiayi - Ji Dong-Won - Kim Bo-Kyung - Koo Ja-Cheol - Lee Dong-Gook - Teerasil Dangda - Datsakorn Thonglao - Ismail Al Hammadi - Mohamed Al Shehhi - Ali Al-Wehaibi - Bashir Saeed - Odil Ahmedov - Huỳnh Quang Thanh - Nguyễn Quang Hải |

1 bàn
| - Balal Arezou - Brett Emerton - Lucas Neill - Mile Jedinak - Harry Kewell - Tommy Oar - Mark Bresciano - Robbie Kruse - Mithun Chowdhury - Mohamed Zahid Hossain - Rezaul Karim - Chhin Chhoeun - Khuon Laboravy - Khúc Ba - Lý Vỹ Phong - Trịnh Trí - Vu Đại Bảo - Trần Xương Nguyên - Trương Hàm - Jeje Lalpekhlua - Gouramangi Singh - Muhammad Ilham - Mohammad Nasuha - Bambang Pamungkas - Muhammad Ridwan - Saeid Daghighi - Jalal Hosseini - Ali Karimi - Milad Meydavoudi - Hammadi Ahmad - Karrar Jassim - Mustafa Karim - Qusay Munir - Kiyotake Hiroshi - Komano Yuichi - Konno Yasuyuki - Nakamura Kengo - Yoshida Maya - Baha' Abdul-Rahman - Khalil Bani Attiah - Anas Bani Yaseen | - Mossab Al-Laham - Tha'er Bawab - Basem Fat'hi - Saeed Murjan - Waleed Ali - Fahad Al Ansari - Fahad Al Enezi - Bader Al-Mutwa - Hussain Fadel - Khampheng Sayavutthi - Souliya Syphasay - Kanlaya Sysomvang - Soukaphone Vongchiengkham - Tarek El Ali - Abbas Atwi - Mohammed Ghaddar - Akram Moghrabi - Lương Gia Khanh - Abdul Hadi Yahya - Khurelbaataryn Tsend-Ayush - Mai Aih Naing - Pai Soe - Bharat Khawas - Jagjit Shrestha - Sujal Shrestha - Bhola Silwal - Jang Song-Hyok - Mohammed Al Balushi - Hussain Al-Hadhri - Juma Darwish Al-Mashri - Ismail Amour - Houssam Wadi - Nate Burkey - Emelio Caligdong - Ángel Guirado - Stephan Schröck - Abdulaziz Al Sulaiti - Mohamed El-Sayed - Meshal Mubarak - Abdulgadir Ilyas Bakur - Salem Al-Dossari | - Ahmed Al-Fraidi - Osama Al-Muwallad - Mohammad Al-Sahlawi - Hassan Fallatah - Osama Hawsawi - Naif Hazazi - Mohammad Abdul - Fahrudin Mustafić - Qiu Li - Chathura Gunaratne - Kim Jung-Woo - Kim Shin-Wook - Kwak Tae-Hwi - Son Heung-Min - Kim Chi-Woo - George Mourad - Nadim Sabagh - Akhtam Khamroqulov - Kamil Saidov - Jakkraphan Kaewprom - Sompong Soleb - João Kik - Arslanmyrat Amanow - Gahrymanberdi Çoñkaýew - Vyacheslav Krendelyov - Berdi Şamyradow - Hamdan Al-Kamali - Ahmed Khalil - Mahmoud Khamees - Marat Bikmaev - Jasur Hasanov - Timur Kapadze - Victor Karpenko - Aleksandr Shadrin - Maksim Shatskikh - Oleg Zoteev - Nguyễn Ngọc Thanh - Nguyễn Trọng Hoàng - Nguyễn Văn Quyết - Phạm Thành Lương |

phản lưới nhà
| - Mile Jedinak (trận gặp Oman) - Mahmoud Baquir Younes (trận gặp Kuwait) - Rashid Al Farsi (trận gặp Thái Lan) | - Ki Sung-Yueng (trận gặp Uzbekistan) - Farrukh Choriev (trận gặp Syria) - Walid Abbas (trận gặp Kuwait) | - Hamdan Al Kamali (trận gặp Hàn Quốc) - Artyom Filiposyan (trận gặp Hàn Quốc) - Akmal Shorakhmedov (trận gặp Hàn Quốc) |